# Мария Каролина Савойска
Мария Каролина Антоанета Алделхайд Савойска (на италиански: Maria Carolina Antonietta Adelaide di Savoia, на немски: Maria Carolina von Savoyen; * 17 януари 1764, Кралски дворец в Торино, Сардинско кралство; † 28 декември 1782, Дрезден, Курфюрство Саксония) от Савойската династия, е принцеса на Сардиния и чрез женитба принцеса на Саксония.

## Произход
Тя е най-малката дъщеря на Виктор Амадей III Савойски (* 1726, † 1796), крал на Сардиния-Пиемонт (1773 – 1796), и на съпругата му Мария Антония Бурбон-Испанска (* 1729, † 1785), инфанта на Испания. Нейни дядо и баба по бащина линия са сардинският крал Карл Емануил III Савойски и принцеса Поликсена фон Хесен-Ротенбург-Рейнфелс, а по майчина – испанският крал Филип V и Изабела Фарнезе. Има шест братя и пет сестри:
- Карл Емануил IV (* 1751, † 1819), крал на Сардиния (1796 – 1802), съпруг на Клотилд Бурбон-Френска
- Мария Елизабета Карлота (* 1752, † 1755)
- Мария Жозефина Луиза Бенедикта (* 1753, † 1810), графиня на Прованс като съпруга на Луи Ксавие, бъдещ Луи VIII, крал на Франция
- Амадей Алесандър (* 1754, † 1755)
- Мария Тереза (* 1756, † 1805), херцогиня на Артоа като съпруга на Шарл Д'Артоа, бъдещ Шарл X, крал на Франция
- Мария Анна Каролина Габриела (* 1757, † 1824), херцогиня на Шабле като съпруга на принц Бенедикт Савойски
- Виктор Емануил I (* 1759 † 1824), крал на Сардиния (1802 – 1821), съпруг на Мария Тереза Австрийска-Есте
- Мария Кристина Жозефина (* 1760, † 1768)
- Маврикий Йосиф Мария (* 1762, † 1799), кардинал, после губернатор на Ница, принц на Онеля, принц на Савоя, съпруг на племенницата си Лудовика Кристина Савойска
- Карл Феликс Йосиф Мария (* 1765, † 1731), крал на Сардиния (1821 – 1831), съпруг на принцеса Мария Кристина Бурбон-Неаполитанска
- Йосиф Бенедикт Мария Плацид (* 1766, † 1802), граф на Мориен и на Асти.

## Биография

### Детство
Мария Каролина е родена в Кралския дворец в Торино. Живее заедно с двамата си по-малки братя Карл Феликс Йосиф Мария и Йосиф Бенедикт Мария Плацид, и е образована от графиня Де Радикати.

### Брак
По решение на бащата тя трябва да се омъжи за курфюрста на Саксония Антон Климент Саксонски, бъдещ крал на Саксония (1827 – 1836): въпреки отказа ѝ бракът е сключен чрез представител (по-големият ѝ брат Карл Емануил Савойски) в Кралския замък на Монкалиери на 28 септември 1781 г. На церемонията присъства граф Камило Марколини-Ферети като официален посланик на Пфалцграфа на Саксония. В Торино има пищни празненства месеци наред. Официалните балове в Швейцарската зала на Кралския дворец в Торино и в Кралския замък в Монкалиери, но разкошен прием е организиран и в Дворец „Гонтиниери“, допълнен с танц във вътрешния двор, специално покрит за случая.
На 17 септември 1782 г. 17-годишната девойка трябва неохотно да напусне Торино, запътвайки се към Саксония. Кралското семейство я придружава до Верчели; в този момент младата жена се качва на каретата, която ще я откара до Германия. Нейната сестра Мария Жозефина пише за пътуването:
| „ | Придружихме Мария Каролина до Верчели, тя се страхуваше, не искаше да се омъжи, но държавните съображения диктуват, че една принцеса по правило се омъжва, Мария Каролина трябва да разбере това, тя има известна склонност към срамежливост, надявам се, че ще го коригира, така че и тя, и принц Антонио да се разбират, нашата сестра Мария Тереза и аз трябваше да я избутаме от каретата, тя плачеше , надявам се да е щастлива в Саксония. | “ |

Тя пристига в Аугсбург на 14 октомври. На 24 октомври в Дрезден среща за първи път 26-годишния си съпруг. Същия ден е сключен бракът им в Католическата дворцова църква в Дрезден, последван от големи тържества до 28 октомври. Бракът е бездетен.

### Смърт
Въпреки че пфалцграф Фридрих Август I и брат му Антон Климент правят всичко възможно, за да направят престоя ѝ в Германия приятен, младата принцеса е тъжна, с голяма носталгия по родните си места. Между 14 и 15 декември 1782 г. тя внезапно е поразена от едра шарка. Въпреки медицинското лечение Мария Каролина умира на 28 декември на 18-годишна възраст и е погребана в голямата гробница на Католическата дворцова църква в Дрезден.

## Наследство
Любовта, която хората от Пиемонт имат към нея и нейната тъжна история, е предадена чрез известна народна песен на пиемонтски език La Bela Madamin, събрана в многобройните си версии от Костантино Нигра. След това текстът на песента е възприет от Гуидо Гоцано в разказа „Торино от миналото“ (на итал. Torino d'altri tempi)
Арията Per costume o mio bel Nume наскоро е открита като нейна творба, което подсказва, че тя е била високообразована композиторка. Предполага се, че е била в контакт с музикантите от Дрезденския придворен оркестър или с Мария Антония Валпургия Саксонска.